# ほっとけ!コジゾウくん
『ほっとけ！コジゾウくん』は、のむらしんぼによる日本の漫画作品。『月刊コロコロコミック』（小学館）にて、1996年12月号から1998年6月号まで連載されていた。

## あらすじ
天界に住む少年コジゾウは、ある日、父親の命令で修行として人間界へ行くことになる。地蔵として野ざらしにされていたコジゾウは小学生の亜美ちゃんと出会い、様々なトラブルを起こしつつも人の役に立とうと奮闘する。

## 登場人物
コジゾウ
主人公。天界からやってきた少年。修行のため人間界に来ており亜美ちゃんの家に居候する。念仏を唱えることで天気を変えたり、物を動かしたりとさまざまな術が使えるが、未熟で非常識なため失敗したり勘違いしたりすることも多い。緊張すると石（地蔵）になる。悪食で、湿気が原因で生えたきのこや、粘土で作ったケーキを食べても「うまい!!」と絶賛して腹に異常を起こさない。
最終回で人間界の修行を終え、天界へ帰る。
亜美（あみ）
小学生。野ざらしにされていたコジゾウを気に入り居候として家に連れて行く。コジゾウと行動を共にすることが多い。
名前は阿弥陀如来から来ている。
法助（ほうすけ）
小学生。亜美ちゃん家の隣に住んでおり、亜美ちゃんに気があるが嫌がられており友人止まりである。コジゾウ達と行動を共にすることが多い。
カアベエ
コジゾウの友達のカラス。予知能力を持っているが3分後までしか読めない。鳴き声は普通のカラスと同じだがコジゾウには何を言っているかわかるらしい。
ホジゾウ
コジゾウの友達。いつも鼻水をたらしており鼻くそや鼻水を武器にすることもある。コジゾウと行動を共にすることが多く、共にトラブルを起こすこともある。
父
コジゾウの父親。コジゾウを修行に行かせるなど根は真面目だがゲームをクリアするために5年も家族や人間界をそっちのけにしたり、賞味期限の切れたプリンを法助に食べさせるなどいい加減なところもある。
いつのまにか亜美の家に住んでいたが最終回では天界に戻っている。
母
コジゾウの母親。ゲームに明け暮れる夫にあきれて先に人間界に向かい、コジゾウ達と再会するまで自作の仏像のそばにいた。法助が惹かれるほどの美人。

## エピソード
第1話「コジゾウくんがまいおりた!!」1996年12月号に掲載
第2話「デパートでショッピングだぶ!」1997年1月号に掲載
第3話「あいさつまわりは大迷惑!?」1997年2月号に掲載
第4話「占いには気をつけるだぶ!」1997年3月号に掲載
第5話「町内美化運動!?」1997年4月号に掲載
第6話「母上に会いたいだぶ!」1997年5月号に掲載
第7話「母上にイイトコを見せるだぶ!!」1997年6月号に掲載
第8話「念仏パワーでよい天気!!」1997年7月号に掲載
第9話「海水浴にやってきただぶ!!」1997年8月号に掲載
第10話「雷おこし食べたーい!!」1997年9月号に掲載
第11話「ホジゾウ登場」1997年10月号に掲載
第12話「町はやっぱりいい所」1997年11月号に掲載
第13話「学校へいこう!!」1997年12月号に掲載
第14話「お父さんを探せ!!」1998年1月号に掲載
第15話「スキーは楽しいだぶ!!」1998年2月号に掲載
第16話「芸能界になぐりこみだぶ!?」1998年3月号に掲載
第17話「コンビニ強盗をつかまえるだぶ!!」1998年4月号に掲載
第18話「親孝行するだぶ!!」1998年5月号に掲載
第19話（最終回）「さよならコジゾウくん!!」1998年6月号に掲載

## 逸話
- 作者いわく、アイデアに詰まっていた時に公園の池で仏像のお告げを聞いてこの作品を思いついた（単行本1巻より）。
- 作者の他作品である「バーブー赤ちん」や「つるピカハゲ丸」のキャラも脇役として登場したことがある。
- 登場人物にホジゾウというキャラが存在するが、このキャラが登場以前に読者コーナーで「鼻クソホジゾウくん」というタイトルのパロディイラストが何度も採用されていた。